# Glutinoglossum methvenii
Glutinoglossum methvenii is een soort aardtong die in 2015 werd beschreven als nieuw voor de wetenschap. Hij komt voor in Australië en Nieuw-Zeeland, waar hij groeit op mos en rottende boomstammen in gemengde loofbossen. De soortnaam is vernoemd naar mycoloog Andrew Methven.